# Једера де Сус (Дамбовица)
Једера де Сус (рум. Iedera de Sus) насеље је у Румунији у округу Дамбовица у општини Једера. Oпштина се налази на надморској висини од 321 m.

## Становништво
Према подацима из 2002. године у насељу је живело 1416 становника.

### Попис2002.
| Расподела становништва по националности 2002.‍ | Расподела становништва по националности 2002.‍ | Расподела становништва по националности 2002.‍ | Расподела становништва по националности 2002.‍ | Расподела становништва по националности 2002.‍ |
| --------------------------------------------- | --------------------------------------------- | --------------------------------------------- | --------------------------------------------- | --------------------------------------------- |
|                                               |                                               |                                               |                                               |                                               |
| Румуни                                        | Румуни                                        |                                               | 1.233                                         | 87,1%                                         |
| Роми                                          | Роми                                          |                                               | 182                                           | 12,9%                                         |